# Meinhard Durnwalder
Meinhard Durnwalder (Brunico, 12 dicembre 1976) è un politico italiano sudtirolese di lingua tedesca.

## Biografia
Originario di Falzes, è nipote dell'ex presidente della provincia autonoma di Bolzano Luis Durnwalder, 
Nel 2002 si laurea in giurisprudenza presso le università di Innsbruck e Padova con una tesi sugli effetti prodotti dalla riforma del Titolo V della Costituzione (confermata dal referendum costituzionale del 2001) sull'autonomia provinciale dell'Alto Adige; tre anni dopo apre un proprio studio legale a Bolzano.
Sulla scia dello zio, nel 2010 inizia la propria carriera politica in seno alla Südtiroler Volkspartei, venendo eletto consigliere comunale e nominato assessore di Falzes, per essere poi riconfermato nel 2015. A stretto giro diventa referente SVP per il comune (incarico che ricopre fino al 2015) e nel 2014 diventa Bezirksobmann (presidente distrettuale) del partito per la Val Pusteria.

### Elezione a senatore
Nel 2018 si candida a senatore nel collegio uninominale Trentino-Alto Adige - 06 (Bressanone) per la lista unificata SVP-PATT; alla tornata elettorale del 4 marzo ottiene l'elezione a Palazzo Madama, vincendo il proprio collegio col 66,54% dei consensi, superando Maria Cristina Toss del centrodestra (11%), Giuseppe Pedevilla del Movimento 5 Stelle (9,33%) e Renate Prader del centrosinistra (6,92%). 
L'11 aprile 2018 viene eletto Segretario di Presidenza del Senato.
Alle elezioni politiche del 2022 viene ricandidato al Senato nel collegio uninominale Trentino-Alto Adige - 06 (Bressanone) da SVP-PATT, venendo eletto con il 46,11% e superando Hans Heiss di Alleanza Verdi e Sinistra (15,58%) e Ulli Mair di Die Freiheitlichen (8,89%). Il 16 febbraio 2023 viene eletto segretario d’aula con 41 voti.